# Ganglion supérieur du nerf glosso-pharyngien
Le ganglion supérieur du nerf glosso-pharyngien (ou ganglion d’Ehrenritter) est un ganglion sensitif inconstant du système nerveux périphérique.
Il est situé sur la racine supérieure du nerf glosso-pharyngien à son entrée dans le foramen jugulaire. Il est plus petit et au-dessus du ganglion inférieur du nerf glossopharyngien.
Les neurones du ganglion supérieur du nerf glosso-pharyngien assurent l'innervation sensorielle de l'oreille moyenne et de la surface interne de la membrane tympanique.
Les axones de ces neurones se ramifient à partir du nerf glosso-pharyngien au niveau du ganglion inférieur du nerf glosso-pharyngien et forment le nerf tympanique avec les axones parasympathiques pré-ganglionnaires du noyau salivaire inférieur.
Le nerf tympanique traverse ensuite le canalicule tympanique inférieur jusqu'à la cavité tympanique formant le plexus tympanique.
De là, les axones sensoriels assurent l'innervation de l'oreille moyenne et de la surface interne de la membrane tympanique.
Les axones parasympathiques partent du plexus tympanique en tant que nerf petit pétreux pour se diriger vers le ganglion otique.
Le traitement central des informations  du ganglion supérieur du nerf glosso-pharyngien est pris en charge par le noyau spinal du trijumeau.